# هالومون
هالومون (به انگلیسی: Halomon) با فرمول شیمیایی C۱۰H۱۵Br۲Cl۳ یک ترکیب شیمیایی با شناسه پاب‌کم ۱۳۲۴۳۰ است. که جرم مولی آن 401.3931 g/mol می‌باشد. 